# كانا ايمورا
كانا ايمورا (باليابانية: 植村花菜؛ بالكانا: うえむら かな) هي مغنية مؤلفة ومغنية وملحنة يابانية، ولدت في 4 يناير 1983 في كاوانيشي في اليابان.

## وصلات خارجية
- الموقع الرسمي
- كانا ايمورا على موقع ميوزك برينز (الإنجليزية)
- كانا ايمورا على موقع ديسكوغز (الإنجليزية)